# Kayak marino
Il kayak marino o canoa turistica è una canoa dotata di un ponte chiuso che impedisce l'ingresso dell’acqua, è concepita per l’utilizzo in mare, ed ha caratteristiche differenziate in base all'attività per cui è pensata, tra cui: ricreativa, da navigazione ("touring"), da onda (surf); le caratteristiche di stabilità e velocità sono principalmente legate alla forma e alla larghezza dello scafo; è costruita principalmente in polietilene, in fibra di carbonio o in materiali compositi.

## Le manovre
Esistono manovre che il canoista specializzato in questa categoria deve conoscere, ad esempio l'eskimo o la parata alta e bassa.

## I materiali
Per un kayak marino la scelta dei materiali deve essere fatta a seconda degli usi per cui si adotta:
- Vetroresina: la canoa in vetroresina è abbastanza leggera al trasporto e costa relativamente poco. E', però, soggetta ad abrasioni e a rotture per urti. Non è quindi consigliabile il suo uso nei fiumi e nel mare con scogli.

- Diolene: materiale composito costituito da poliestere e fibra di vetro[2]; le canoe prodotte con questo materiale sono pesanti (20-25 kg) e molto resistenti, il loro costo è generalmente maggiore di quello di una canoa in vetroresina.

- Kevlar: le canoe in kevlar vengono utilizzate per l'agonismo in quanto sono leggere, rigide e resistenti agli urti. Sono, tuttavia costose (generalmente 4-5 volte in più della vetroresina) e sensibili ai raggi del sole.

- Polietilene: la canoa in polietilene ad alta densità riesce ad essere molto resistente agli urti e alle abrasioni e tende a costare quanto quella in diolene, però, ha lo svantaggio di essere poco più pesante del diolene.

- Carbonio: la canoa in carbonio è molto leggera, resistente e rigida, ma il costo è molto elevato.

- Legno